# Annakin (Musikerin)
Annakin (* 22. Februar 1975 in Baden AG, bürgerlich Ann Kathrin Lüthi) ist eine Schweizer Musikerin aus Zürich.

## Leben und Wirken
Ann Kathrin Lüthi verfügt über eine klassische Gesangsausbildung und startete ihre musikalische Karriere als Frontfrau der 1995 gegründeten Schweizer Trip-Hop-Band Swandive, die sich 2002 auflöste. Danach war Ann Kathrin Lüthi öfters als Sängerin bei Auftritten von Adrian Weyermann und Mich Gerber aktiv.
Seit 2007 veröffentlichte Ann Kathrin Lüthi unter ihrem Künstlernamen Annakin bisher fünf Alben, die stilistisch weiter dem Trip-Hop zugeordnet werden können. Die drei ersten Alben wurden hauptsächlich von Jono Buchanan produziert. Das vierte wie auch das am 16. September 2016 erschienene fünfte Album, wurden von Dimitri Tikovoi produziert.

## Live
Live trat Annakin bislang als mit ihrer vierköpfigen Band in Erscheinung und spielt hauptsächlich eigene Stücke, vereinzelt auch Coverversionen. Diese Konzerte sind häufig untermalt mit Visuals im Hintergrund, welche meist dem graphischen Erscheinungsbild des aktuellen Albums oder den Video-Clips entsprechen. Weiter kommt es immer wieder zu kleineren Auftritten im Duo, nur unterstützt durch eine Gitarre. Auch experimentiert Annakin mit anderen Formationen, wie z. B. dem Zürcher Kammerorchester.
In der Besetzung der Live-Band kommt es immer wieder zu kleineren Wechseln, die vergangenen Tourneen wurden aber hauptsächlich mit folgenden Musikern bestritten: Ambrosius Huber (Cello), Matthias Kräutli (Schlagzeug, My Name Is George), Tom Etter (Gitarre, Züri West), Adrian Weyermann (Gitarre, The Weyers) und Thomas Winkler (Keyboard, Crank).

## Diskografie

### Alben
| Jahr | Titel                            | Höchstplatzierung, Gesamtwochen, AuszeichnungChartsChartplatzierungen (Jahr, Titel, Platzierungen, Wochen, Auszeichnungen, Anmerkungen) | Anmerkungen |
| Jahr | Titel                            | CH | Anmerkungen |
| ---- | -------------------------------- | --- | ----------- |
| 2007 | Falling into Place               | CH38 (3 Wo.)CH |             |
| 2009 | Torch Songs                      | CH26 (3 Wo.)CH |             |
| 2011 | Icarus Heart                     | CH25 (3 Wo.)CH |             |
| 2014 | Stand Your Ground                | CH57 (1 Wo.)CH |             |
| 2016 | Flowers on the Moon              | CH50 (1 Wo.)CH |             |
| 2018 | The End of Eternity              | CH84 (1 Wo.)CH |             |
| 2021 | The Light Before Love Disappears | CH75 (1 Wo.)CH |             |

### Singles/Radio-Singles
- Line of Fire (2007, Falling into Place)
- Restored (2007, Falling into Place)
- Danger Ahead (2008, Falling into Place)
- Monsters (2008, Torch Songs)
- Alive (2009, Torch Songs)
- I Feel for You (2009, Torch Songs)
- Two Hundred Percent Me (2010, Werkekampagne toplehrstellen.ch)
- The Trooper (2010, Icarus Heart)
- It’s a Sin (2011, Icarus Heart, Pet-Shop-Boys-Cover)
- Tin God (2011, Icarus Heart)
- Morgefrüeh (2012, Dodo feat. Annakin)
- The Bigger Picture (2013, Stand Your Ground)
- Broken Night (2014, Stand Your Ground)

### Videos
- Monsters
- Alive
- The Trooper
- The Bigger Picture
- Morgefrüeh (Dodo feat. Annakin)